# Oswaldo Payá
Oswaldo José Payá Sardinas (Havana, 29 februari 1952 – nabij Bayamo, 22 juli 2012) was een Cubaans dissident.
Oswaldo Payá was aanvoerder van de Christelijke Bevrijdingsbeweging (Movimiento Cristiano Liberación). Hij nam het initiatief tot het Varelaproject en tot de nationale dialoog. Payá streefde naar vrijheden op Cuba, zoals democratie, vrijheid van meningsuiting en vergadering, vrijheid om een eigen bedrijf te beginnen en politieke partijvorming.

## Varelaproject
Het Varelaproject was een burgerinitiatief van Payá in 2002, waarmee hij met een aantal medestanders een volkspetitie organiseerde voor meer vrijheid. Het project werd genoemd naar de Cubaanse politiek vluchteling Félix Varela uit de 19e eeuw.
Gebruik werd gemaakt van een artikel in de grondwet dat het parlement verplicht om bij een petitie van minstens 10.000 ondertekenaars een volksraadpleging te organiseren. In 2002 presenteerden Payá en zijn medestanders in eerste instantie 11.000 en een jaar later 25.000 handtekeningen.
Het Varelaproject leidde ertoe dat veel van de vrijwilligers werden gearresteerd en mensen die hun handtekening hadden gezet werden geïntimideerd. Op 18 en 19 maart 2003 werden 75 vooraanstaande dissidenten gearresteerd, de meesten van hen behoorden tot de organisatoren van het Varelaproject.

## Nationale dialoog
De nationale dialoog in Cuba verwijst naar groepjes burgers die onder initiatief van Payá in huissituaties onder moeilijke omstandigheden bijeenkomen. Het doel van de nationale dialoog is te spreken over een vreedzame verandering van de politiek in Cuba, nadat de leider van het land, Fidel Castro, zal zijn overleden. Met zijn initiatief wil hij zo veel mogelijk Cubanen betrekken bij de toekomst van het land.

## Onderscheiding
Oswaldo Payá ontving in 2002 de Sacharovprijs voor de Vrijheid van Denken van het Europees Parlement. De Sacharovprijs is bestemd voor personen en organisaties die zich wijden aan de bescherming van de rechten en fundamentele vrijheden van de mens.
Payá dankte de Sacharovprijs vooral aan het Varelaproject. In 2004 en 2005 leverde zijn vrijheidsstrijd hem een nominatie op voor de Nobelprijs voor de Vrede.

## Overlijden
In 2012 liet hij op zestigjarige leeftijd het leven door een auto-ongeluk.
Samen met een andere dissident, Harold Cepero, zat hij achter in een auto die werd bestuurd door de 27-jarige Spaanse activist van de jongerenafdeling van de Partido Popular Angel Carramero. De laatste overleefde het ongeluk, evenals de naast hem gezeten Zweed Aron Modig. Op 5 oktober 2012 werd Carramero in Cuba veroordeeld tot 4 jaar gevangenisstraf voor dood door schuld. Dankzij een bilaterale overeenkomst tussen Cuba en Spanje, mocht hij zijn gevangenisstraf in zijn thuisland uitzitten. Volgens de dochter van Paya werd het ongeval echter veroorzaakt door een tweede auto, die de wagen van de dissidenten hinderlijk zou hebben gevolgd. Zij beschuldigt de Cubaanse regering van een in scène gezette moord op haar vader. De bekende blogger Yoani Sánchez, een winnaar van de Prins Claus Prijs, werd met andere critici van Castro gearresteerd toen zij het gerechtsgebouw naderde om verslag uit te brengen voor de Spaanse krant El País.